# Debis Systemhaus

Logo

Debis Systemhaus (dSH) war in den 1990er Jahren der seinerzeit größte deutsche herstellerunabhängige IT-Dienstleister. Debis Systemhaus wurde als GmbH von der debis AG gegründet, eine Tochter der Daimler-Benz AG.

## Allgemeines

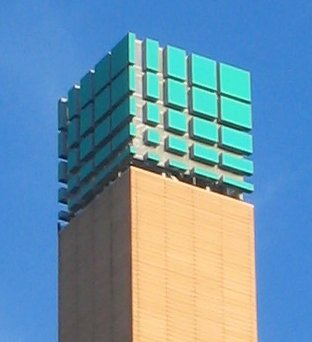
debis-Logo als dreidimensionaler Würfel auf dem debis-Haus in Berlin

Der Name „debis“ stand für „Daimler-Benz InterServices“. Die mit fast 50 Prozent maßgebliche Beteiligung der debis Systemhaus GmbH am privatisierten bremischen Eigenbetrieb Informations- und Datentechnik Bremen (ID Bremen), der aus dem Rechenzentrum der bremischen Verwaltung hervorgegangen war, wurde 1997 als vorbildliches Beispiel für Private-Public-Partnership dargestellt.
1998 gab sich die Firma den Namenszusatz „DaimlerChrysler Services“. Debis Systemhaus wurde 1990 im Rahmen eines Outsourcing der Daimler-Benz Rechenzentren und Systemdienstleister gegründet und wurde Ende 2000 zu 50,1 %, Anfang 2002 vollständig an die Deutsche Telekom verkauft, wo es zusammen mit anderen Telekom-Einheiten die neue Telekom-Marke T-Systems bildete.
1999, kurz vor dem Verkauf an die Telekom, hatte debis Systemhaus weltweit mehr als 20.000 Mitarbeiter, davon 5.000 außerhalb Deutschlands. Der Umsatz betrug knapp 5,75 Milliarden Mark, davon ca. 30 % aus Auslandsgeschäft. Dabei hat debis Systemhaus es geschafft, mehr als 75 % außerhalb des DaimlerChrysler-Konzerns zu erwirtschaften.
Vorsitzender Geschäftsführer des debis Systemhaus von der Gründung 1990 bis zum Februar 2000 war Karl Heinz Achinger. In der Zeit bis zur kartellrechtlichen Genehmigung der Beteiligung der Deutschen Telekom am dSH im Oktober 2000 amtierte kurze Zeit Konrad Reiss als vorsitzender Geschäftsführer, bis zur Verschmelzung mit der T-Systems Ende 2002 war dann Karl-Heinz Streibich vorsitzender Geschäftsführer. 
In der Geschichte des debis Systemhaus spiegelt sich der Paradigmenwechsel im Management von Großkonzernen – hier Daimler-Benz bzw. DaimlerChrysler – seit den 80er Jahren wider. Nachdem Edzard Reuter mit seiner Strategie der Diversifizierung Daimler-Benz um u. a. AEG, Dornier und MTU erweitert hatte, war die Gründung des debis Systemhaus schon Ausdruck der Outsourcing-Bewegung, von der dSH letztlich auch profitierte. Jürgen Schrempp, der 1995 den Vorstandsvorsitz von Daimler-Benz übernahm, verfolgte neben seiner Internationalisierungsstrategie, die ebenfalls auf dSH abfärbte, die Strategie der „Fokussierung auf das Kerngeschäft“, deren letzte Konsequenz der Verkauf des debis Systemhauses war.

## Geschäftsfelder
Um 1995 gab dSH sich das Motto „Plan-Build-Run“ als Ausdruck eines umfassenden IT-Dienstleistungsangebots.
Die drei Phasen Beratung (Plan), Softwareprojekte (Build) sowie Betrieb (Run) spiegeln teilweise die Divisionen des dSH wider. (Stand 1997)
- Computer-Communication-Services
- Industrie/Handel/Finanzen (Softwareentwicklung)
- Telekommunikation, Öffentlicher Bereich und Verkehr (Softwareentwicklung)
- Vertriebssysteme/Kaufmännische Systeme/Training (Softwareentwicklung)
- Unternehmensberatung

## Geschichte
Die debis Systemhaus GmbH, Stuttgart wurde 1990 als strategisches Geschäftsfeld der Daimler-Benz Dienstleistungstochter debis AG gegründet. Den Kern bildeten die Rechenzentren und Systementwicklungsabteilungen der Gesellschaften des Daimler-Benz Konzerns. Hinzugekauft wurden unter anderen die Gesellschaft für Elektronische Informationsverarbeitung mbH (GEI), Aachen und das Rechenzentrum der Metallgesellschaft AG, Frankfurt/Main.
- 1991 erweiterte dSH durch den Kauf der Diebold Deutschland GmbH mit ihren ausländischen Beteiligungen ihr Portfolio im Bereich der IT-Beratungsleistungen. Im gleichen Jahr wurden sieben Rechenzentren aus dem Daimler-Benz Konzern übernommen. (Messerschmitt-Bölkow-Blohm GmbH, München und Telefunken Systemtechnik GmbH, Ulm)
- 1992 ging debis Systemhaus ein Joint-Venture mit CAP Gemini Sogeti S.A., Grenoble ein, um die Software-Aktivitäten der debis Systemhaus GmbH und der deutschen Beteiligungen der CAP Gemini-Gruppe zusammenzuführen. Entsprechend wurde den Namen der betroffenen Untergesellschaften „CAP debis“ vorangestellt. Bei der Umfirmierung in debis Systemhaus GmbH, Hamburg, im Jahr 1994 waren die Anteilseigner die debis AG mit 80 % und mit 20 % CAP Gemini.
- 1996 erwarb debis Systemhaus die Mehrheit an der PCM Computer AG, München.
- 1997 Rückerwerb des von Cap Gemini gehaltenen 20-%-Anteils. Damit war die debis AG, Berlin wieder alleinige Gesellschafterin der debis Systemhaus GmbH, Leinfelden-Echterdingen.

Die Jahre 1998 und 1999 standen im Zeichen der Internationalisierungsstrategie. Die Geschäftsaktivitäten innerhalb und außerhalb Europas wurden ausgebaut und es wurden weitere ausländische Firmen zugekauft.
Im Oktober 2000 verkaufte DaimlerChrysler als Eigentümer der debis AG 50,1 % des debis Systemhauses an die Telekom. Das debis Systemhaus bildete so den Grundstock für die neue Gesellschaft T-Systems International GmbH, Frankfurt a. M. 2001 wurden Telekom-Töchter aus dem IT-Service-Bereich an T-Systems übertragen. 
Schließlich übernahm die T-Systems am 1. Januar 2002 die restlichen 49,9 % des debis Systemhauses.